# ماكس أتكينسون
ماكس أتكينسون (بالإنجليزية: Max Atkinson)‏ هو كاتب بريطاني، ولد في 19 مارس 1944.